# Tepatitlán de Morelos
Tepatitlán de Morelos es una localidad del estado mexicano de Jalisco. Es cabecera del municipio de Tepatitlán de Morelos.

## Demografía
| Gráfica de evolución demográfica |
|                                  |

| Censo | Población |
| ----- | --------- |
| 1900  | 5 966     |
| 1910  | 5 560     |
| 1921  | 7 491     |
| 1930  | 7 397     |
| 1940  | 8 894     |
| 1950  | 15 053    |
| 1960  | 19 835    |
| 1970  | 29 292    |
| 1980  | 41 813    |
| 1990  | 54 036    |
| 2000  | 74 262    |
| 2010  | 91 959    |
| 2020  | 98 842    |